# Ярмарок святої Анни
Ярмарок святої Анни — міжнародний щорічний ярмарок у Тернополі, на якому торгували кіньми.
Впроваджено на основі королівського привілею 24 липня 1724 року. Відбувався на майдані Торговиця, або Кінська торговиця (нині майдан Волі) 26 липня і тривав 2 тижні.
Приїжджали купці з Угорщини, Чехії, Росії та інших країн. Під час ярмарку відбувалися кінні змагання, виступи театральних та циркових труп.
З часом втратив значення кінського торговища, і на ньому продавали дешевий крам із Польщі. 1920-ті торговельні павільйони та ятки перемістилися з Торговиці (від 1883 — міський сквер) на Казимирівську площу (нині вул. Дениса Січинського). Із впровадженням у 1930-х роках так званих Східних торгів ярмарок святої Анни втратив розмах.